# Немецкая Мокрая
Неме́цкая Мо́края (укр. Німецька Мокра, в 1946—2016 годах Мокрое, Комсомольск) — село в Усть-Чорнянской поселковой общине Тячевского района Закарпатской области Украины.

## История
В 1946 году указом ПВС УССР село Немецкая Мокрая переименовано в Мокрое.

## Население
Население по переписи 2001 года составляло 540 человек. Почтовый индекс — 90521. Телефонный код — 3134. Код КОАТУУ — 2124486102.

## Местоположение
Село Немецкая Мокрая соединяется грунтовой автодорогой через перевал Прислоп с долиной Теребли.